# Autoconfiança
L'autoconfiança, autoacceptació o seguretat en un mateix és el sentiment de capacitat d'un mateix per a resoldre un problema, realitzar una tasca o prendre una decisió. Inclou tenir confiança (seguretat) en les pròpies capacitats. Com l'autoestima, es pot augmentar amb un bon coneixement d'un mateix (autoconeixement) i per mitjà de la consciència pròpia (autoconsciència). L'excessiva autoconfiança és la vanitat.
Totes les persones neixen amb un ampli ventall de capacitats, de les quals al llarg de la vida van desenvolupant i acceptant unes poques. Aquestes que reconeixen, accepten i amb les quals se senten còmodes formen la seva zona de confort. La zona de confort minva amb la depressió i la baixa autoestima. Cada cop que se surt de la zona de confort per a ampliar aquesta zona, en sobrepassar la frontera, la persona rep un avís del seu super-jo que li avisa que està a punt de fer una cosa diferent, que mai ha fet i que no és segura, l'avís és una emoció: la por. Si se supera la por, potser diverses vegades, s'amplia la zona de confort. Ampliant la zona de confort o ventall acceptat d'una mateixa, la persona amplia la seva autoacceptació (autoconfiança).

## Autoestima i autoconfiança
L'autoestima és més primària que l'autoconfiança, té a veure amb el "ser" (la pròpia essència), amb el dret a ser estimat, i quan és negativa amb la vergonya; mentre que l'autoconfiança està relacionada amb el "fer", amb el dret a ser valorat, i quan es percep negativament amb la vergonya. L'autoestima té un component genètic i relació amb la primera infantesa, sobre com el nadó percebia les mostres d'afecte dels seus cuidadors. No es tracta de saber (pensament racional, coneixement) que l'estimen sinó de com es manifesten les proves d'amor i calidesa.